# Frailea castanea
Frailea castanea ist eine Pflanzenart in der Gattung Frailea aus der Familie der Kakteengewächse (Cactaceae). Das Artepitheton castanea stammt aus dem Lateinischen, bedeutet ‚an eine Kastanie erinnernd‘. und verweist auf die Farbe der Triebe.

## Beschreibung
Frailea castanea wächst einzeln mit niedergedrückt kugelförmigen, dunkel rötlich bis schokoladenbraunen, manchmal blau- bis graugrünen Körpern. Die Körper erreichen bei Durchmessern von 3 bis 4 Zentimetern Wuchshöhen von bis zu 4 Zentimetern und haben konische, knollige Wurzeln. Die 8 bis 14 Rippen sind niedrig und konvex. Die darauf befindlichen Areolen sind klein. Die 3 bis 11 dunkelbraunen Dornen sind abwärts gerichtet, liegen an der Oberfläche des Körpers an und sind 0,5 bis 1,5 Millimeter lang.
Die hellgelben Blüten sind bis zu 4 Zentimeter lang und erreichen ebensolche Durchmesser. Die Früchte sind gelblich grün.

## Verbreitung, Systematik und Gefährdung
Frailea castanea ist im Süden Brasiliens, in Uruguay und in Argentinien verbreitet.
Die Erstbeschreibung wurde 1936 von Curt Backeberg veröffentlicht. Ein nomenklatorisches Synonym ist Astrophytum castaneum (Backeb.) Halda & Malina (2005).
Es werden die folgenden Unterarten unterschieden:
- Frailea castanea subsp. castanea
- Frailea castanea subsp. harmoniana (F. Ritter) P.J. Braun & Esteves

In der Roten Liste gefährdeter Arten der IUCN wird die Art als „Least Concern (LC)“, d. h. als nicht gefährdet geführt.

## Nachweise